# Голодная зима 1944 года (Нидерланды)

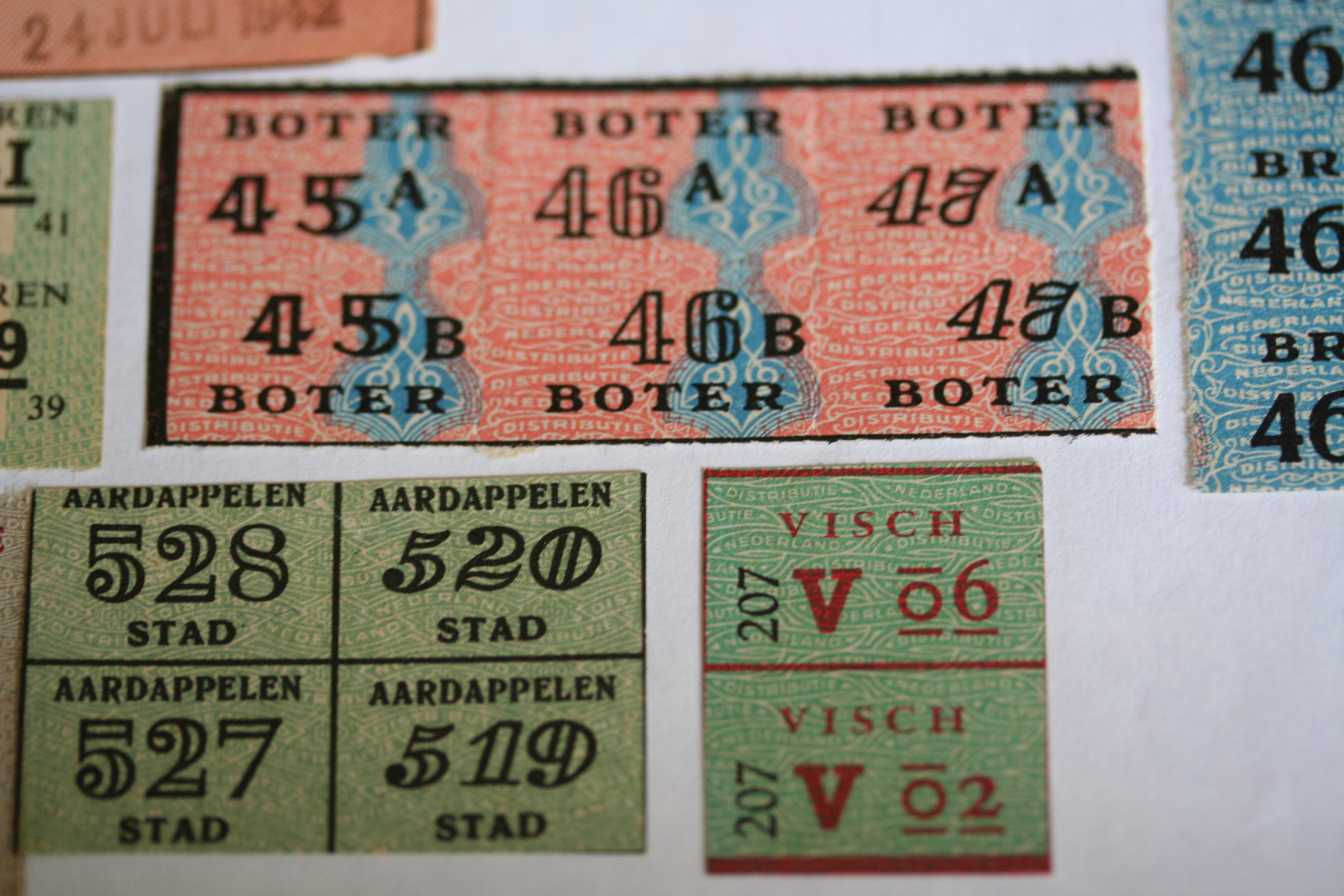
Голландские талоны на масло, картофель и рыбу, период Второй мировой войны, до Голодной зимы

Голодная зима (нидерл. hongerwinter) — массовый голод, поразивший гражданское население Нидерландов под конец Второй мировой войны и унёсший жизни около 18 тысяч человек. Причиной голода стало эмбарго, наложенное Германией на поставку продовольствия в Западные Нидерланды после провала операции Маркет Гарден и начала забастовки железных дорог, охватившей страну в сентябре 1944 года. Численность населения в зоне бедствия превышала 3 миллиона человек.

## Голод
На протяжении всей войны, вплоть до сентября 1944 года, Нидерланды не сталкивались с крупными проблемами в снабжении продовольствием. Быстрое наступление союзников после высадки в Нормандии внушило жителям уверенность в скором падении оккупационного режима. Всеобщим ликованием голландцы откликнулись 5 сентября 1944 года (нидерл. Dolle Dinsdag, «безумный вторник») на известие об освобождении Антверпена. Вечером 17 сентября, в день начала операции «Маркет Гарден», по решению премьер-министра в изгнании Питера Шурдса Гербранди, подпольное «Радио Оранье» (нидерл. Radio Oranje — «Оранжевое радио») призвало ко всеобщей забастовке на железной дороге. Подавляющее большинство служащих железной дороги, штат которой составлял 30 тысяч человек, оставили рабочие места, многие ушли в подполье. Гербранди надеялся, что «уже в пятницу мы будем в Амстердаме».
Неожиданная забастовка могла стать решающим фактором в успехе «Маркет Гарден», однако операция провалилась. Немецкие власти в течение десяти дней перебросили нужные кадры и смогли возобновить жизненно необходимые поставки оружия и боеприпасов для своих войск, но в вопросе обеспечения гражданского населения заняли жёсткую позицию. Уже наутро 18 сентября официальные сообщения в прессе давали понять: «остановка железных дорог означает прекращение поставок еды». В качестве меры возмездия оккупанты приостановили все перевозки на баржах по каналам и рекам. Меж тем железные дороги играли важную роль в переброске продуктов на запад страны, и пик поставок приходился на осень.
Эмбарго было частично снято 8 ноября, и перевозка продовольствия по каналам разрешена, однако к этому времени необычно суровая и ранняя зима сковала льдом водные магистрали. Запасы продовольствия подходили к концу, и взрослое население в Амстердаме и других крупных городах к концу месяца получало уже менее 1000 килокалорий в день. В конце февраля 1945 года рацион в западных районах страны снизился до 580 ккал. Отступавшая немецкая армия взрывала мосты и шлюзы, ещё более затрудняя перевозки, а ожесточённые сражения нарушили работу сельского хозяйства страны.

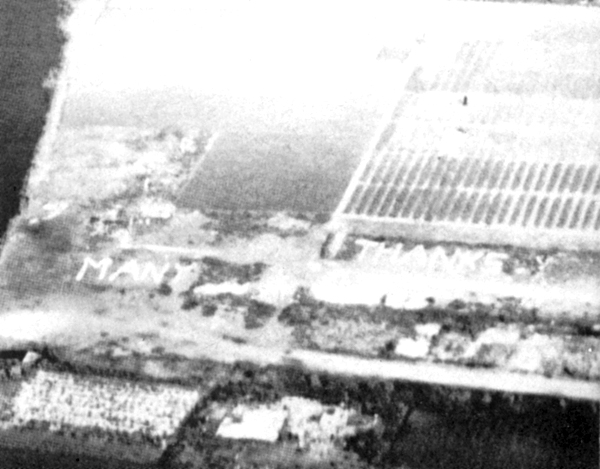
Операция «Манна», снимок с самолёта. Тюльпаны высажены в виде надписи «большое спасибо» (many thanks). Голландия, май 1945

Горожане преодолевали десятки километров пешком, предлагая фермерам ценные вещи в обмен на еду. В пищу употреблялись луковицы тюльпанов и сахарная свёкла. На дрова разбирали деревянную мебель и даже дома. С сентября 1944 по начало 1945 года зафиксированное количество умерших от голода составило 10 тысяч человек. Голод прекратился только в мае 1945 года, вместе с победой. Незадолго до этого помощь пришла в виде «шведского хлеба», выпекавшегося из завезённой из Швеции муки. За «шведским хлебом» последовало соглашение рейхскомиссара Зейсс-Инкварта с агентами союзников, предоставившее возможность осуществить скоординированный сброс продовольствия с самолётов. В ходе операции «Манна» с 29 апреля по 8 мая 1945 года ВВС Великобритании при поддержке ВВС США сбросили около 11 000 тонн продуктов на оккупированную территорию.

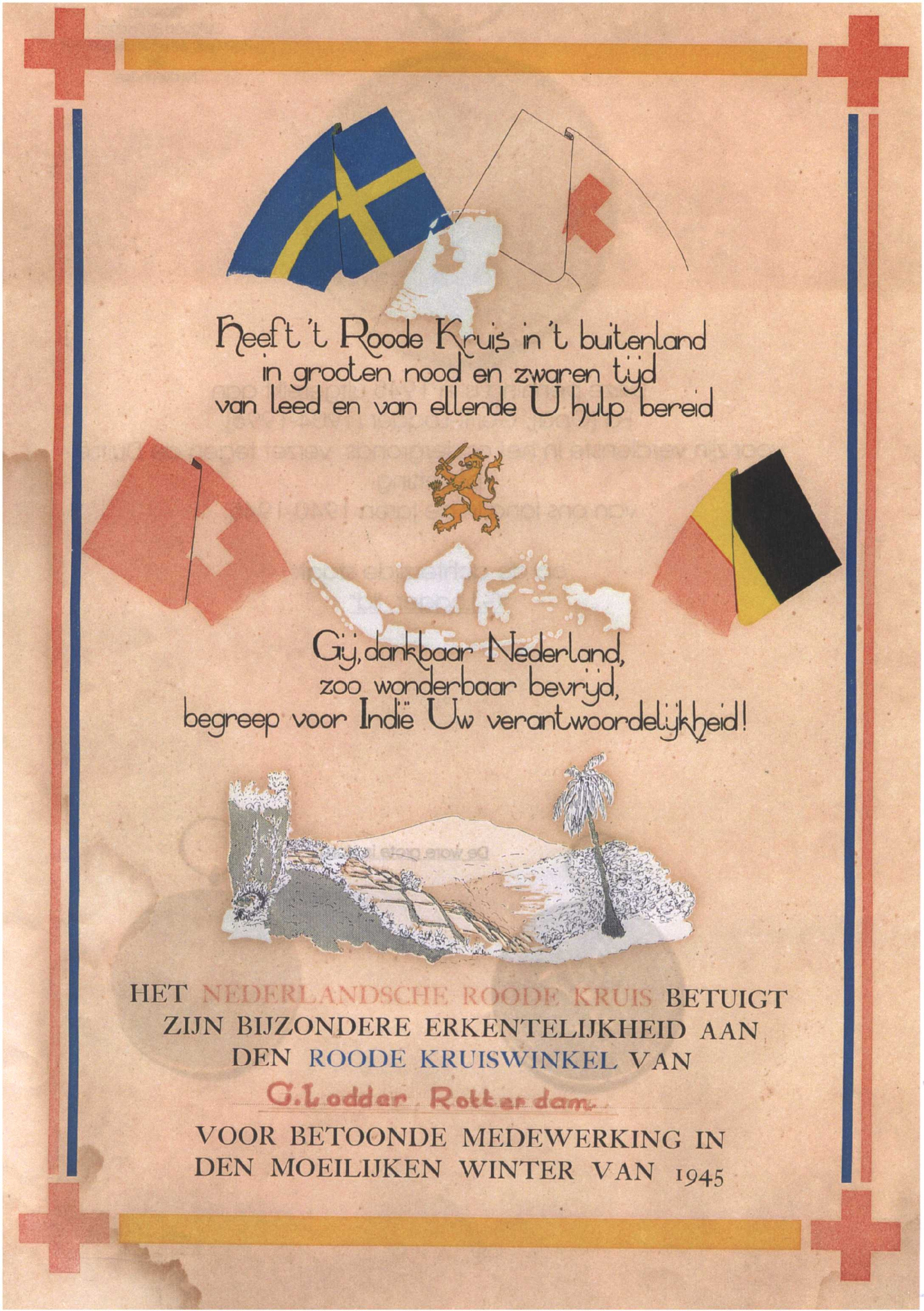
Грамота, выданная владельцу бакалейного магазина, ставшего одним из пунктов Красного Креста по раздаче «шведского хлеба» голодающим

## Медицинские исследования
Голодная зима, поразившая столь высокоразвитую страну и отражённая во множестве документов, предоставила уникальные возможности для медицинских исследований.
Наиболее ценными оказались данные о детях, выношенных в период голода и эпигенетическом влиянии голода на их потомство. В ходе международного исследования (англ. Dutch Famine Birth Cohort Study) было показано, что в последующей жизни люди, пережившие голод в детском возрасте, чаще страдали от диабета, ожирения, сердечно-сосудистых заболеваний, микроальбуминурии и других проблем. Как и следовало предполагать, вес этих детей при рождении был снижен, но неожиданным стало то, что их собственные дети много лет спустя также не дотягивали до среднего веса. Это навело на мысли об эпигенетической регулировке веса, передающейся на следующее поколение.
Причины целиакии, непереносимости глютена, также неожиданно выявились во время голода. Дети, больные целиакией, пошли на поправку, когда больницы получали крайне мало пшеницы, а когда первый драгоценный груз хлеба, предназначавшийся в первую очередь детям, был наконец выдан, больным целиакией немедленно стало хуже. Это подтвердило догадки голландского педиатра Виллема Дике, уже задумывавшегося о роли мучных продуктов в развитии болезни. В конце 1940-х — начале 1950-х годов он доказал эффективность безглютеновой диеты.
Ряд статистических исследований говорит об удвоенном риске развития шизофрении, а также о повышенной частоте шизотипического расстройства и врождённых дефектов нервной системы у детей, выношенных в период Голодной зимы.

## Знаменитости, пережившие этот голод
- Одри Хепбёрн, актриса кино
- Йохан Гудсблом, социолог

## Книги
- The Hunger Winter: Occupied Holland 1944—1945 Авторы: Henri A. van der Zee Опубликовано издательством U of Nebraska Press, 1998 ISBN 0-8032-9618-5, 9780803296183 Всего страниц: 347
- Famine and Human Development: The Dutch Hunger Winter of 1944—1945 Авторы: Zena Stein Опубликовано издательством Oxford University Press, 1975 ISBN 0-19-501811-7, 9780195018110 Всего страниц: 284